# سعد عبد السلام
سعد عبد السلام (بالإنجليزية: Saad Abdul-Salaam)‏ (8 سبتمبر 1991 بتشارلوت في الولايات المتحدة - ) هو لاعب كرة قدم أمريكي في مركز الدفاع. لعب مع سبورتينغ كانساس سيتي وسان أنتونيو سكوربيونز وCapital FC ‏.

## وصلات خارجية
- سعد عبد السلام على موقع الدوري الأمريكي (الإنجليزية)
- سعد عبد السلام على موقع قاعدة بيانات كرة القدم.إي يو (الإنجليزية)
- سعد عبد السلام على موقع Soccerway.com (الإنجليزية)
- سعد عبد السلام على موقع عالم كرة القدم.نت (الإنجليزية)
- سعد عبد السلام على موقع AS.com (الإسبانية)